# Ricardo Israel
Ricardo Jacob Israel Zipper (Los Ángeles, 7 de octubre de 1950) es un abogado y académico chileno de origen judío, conocido también por ser comentarista internacional en radio y televisión. Fue candidato presidencial por el Partido Regionalista de los Independientes (PRI) en 2013.

## Familia y estudios
Hijo de Elías Israel y Perla Zipper, una pareja de comerciantes de Los Ángeles.
Estudió en el Liceo A-59 de su ciudad natal (ex Liceo de Hombres), donde fue dirigente estudiantil, y luego en la Facultad de Derecho de la Universidad de Chile. Tras su egreso, trabajó como procurador en la Corporación de Fomento de la Producción (Corfo), donde lo sorprendió el golpe de Estado de 1973. Fue detenido en la Cárcel Pública y pasó por un consejo de guerra, donde fue inicialmente condenado a 541 días de presidio, pero tras apelar a Sergio Arellano Stark, finalmente quedó libre.
Vivió en el exilio en varios países europeos, continente en donde realizó un magíster en Latin American Government and Politics y posteriormente un doctorado en Ciencia Política en la Universidad de Essex, Inglaterra, además de obtener la Licenciatura en Derecho de la Universidad de Barcelona, España. Regresó a Chile en 1981 y se tituló como abogado.

### Matrimonio e hijos
Está casado con Sara Cofré, tiene 2 hijos; Daniela e Igal y 3 nietos; Vicente, Julián y Dalia.

## Carrera académica
Su carrera académica se inició en la Facultad de Derecho de la Universidad de Chile en 1972, y a nivel internacional, comenzó como investigador visitante de la Universidad de Pittsburgh (1977-1978) y luego como profesor auxiliar de la Universidad de Essex (1979-1980). También trabajó en Estados Unidos como profesor visitante Fulbright en Wheaton College, en el Estado de Massachusetts.[cita requerida]
De vuelta en Chile, se incorporó al naciente Instituto de Ciencia Política de la Universidad de Chile, del cual llegó a ser director (1983-2001). Durante ese período también fue académico visitante de la Universidad de Texas en Austin, en el año 1996.[cita requerida] Luego se desempeñó como profesor de Ciencia Política en la Facultad de Derecho de la Universidad de Chile y en la Universidad del Desarrollo. En la Universidad Autónoma de Chile se desempeña como decano de la Facultad de Ciencias Jurídicas y Sociales desde 2008, habiéndose incorporado el año 2003. En 2003 fundó el International Center for the Quality of Democracy del cual fue su primer director, y en 2007 creó el Instituto Chileno de Estudios Municipales de Chile (ICHEM), en el cual se desempeñó como director ejecutivo.
En 2007 fue designado abogado integrante de la Corte de Apelaciones de San Miguel. En septiembre de 2010 asumió como ministro suplente del Tribunal Constitucional, cargo al que accedió por propuesta del presidente de la República y previa aprobación del Senado.
Entre 2005 a 2008 presidió el Comité de Investigación sobre Fuerzas Armadas y Sociedad de la International Political Science Association (IPSA).

## Carrera pública y política

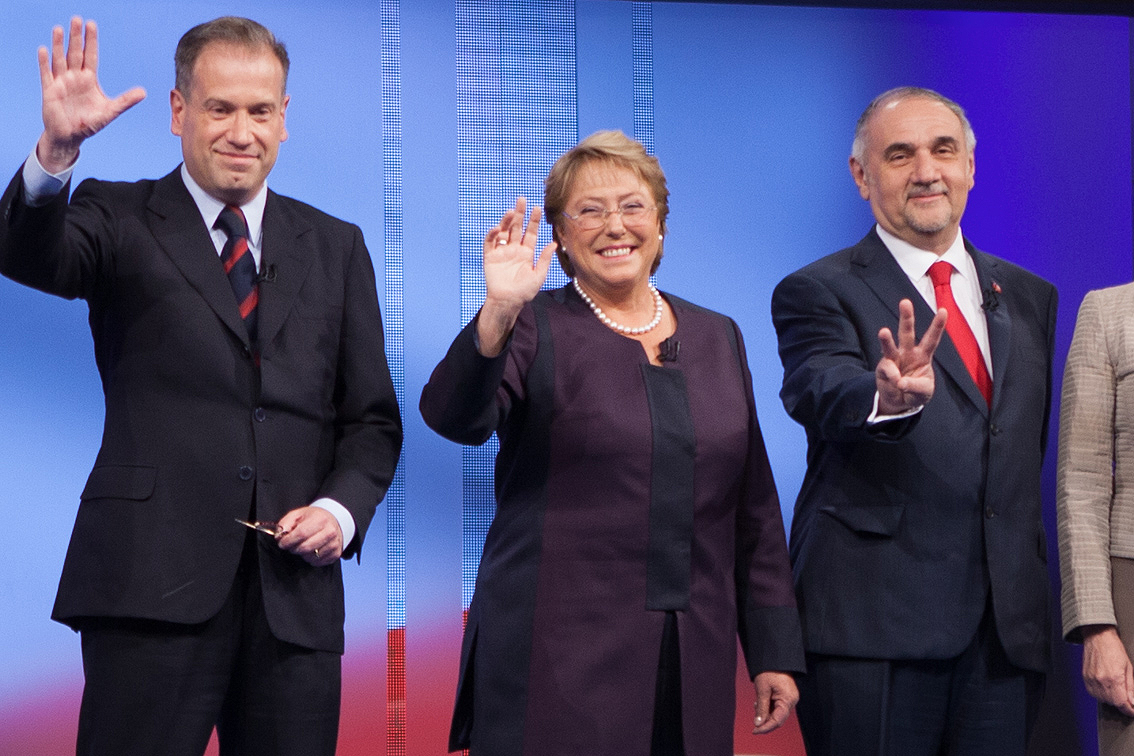
Tomás Jocelyn-Holt, Michelle Bachelet y Ricardo Israel en un debate de la elección presidencial de 2013.

Su carrera en medios de comunicación comenzó con comentarios internacionales en Canal 11 al despertar, en el canal Universidad de Chile Televisión. Paralelamente, condujo programas como Punto de Vista o Presencia en el Canal Cultural de RTU. En Chilevisión condujo ¿Quién tiene la razón? (1995), y participó en Domicilio conocido, que estuvo al aire entre los años 1992 y 1996. Su carrera en radio comenzó a principios de los años 1990, y entre los años 1993 y 1995 condujo el programa Tribuna libre en Radio Minería. Luego tuvo programas en Radio Santiago y Radio Chilena.
En el año 2008 se presentó como candidato independiente a alcalde para la comuna de Santiago, apoyado por el pacto "Por un Chile Limpio", obteniendo alrededor del 10% de los votos. En diciembre de 2009 se incorporó al comando del entonces candidato presidencial Sebastián Piñera. En julio de 2013 fue nominado por el Partido Regionalista de los Independientes (PRI) como candidato para la elección presidencial de ese año. En aquellos comicios llegó en el penúltimo lugar, con el 0,57% de los sufragios (equivalente a 37.965 votos).
En 2017 formó parte del equipo programático de la candidatura presidencial de Sebastián Piñera.

## Premios y distinciones
En 1985 fue premiado por sus publicaciones acerca del impacto social y político de la ciencia y tecnología por el Institute for Scientific Information. En 1989 fue agraciado con el premio "Arizona State University Centennial Award" y en 1994 fue incorporado al libro Who's who in the world ("Quién es quién en el mundo").[cita requerida]
En 1992 y en 1993 fue distinguido por su carrera en los medios de comunicación con los premios "Orden al mérito Institucional" por el Consejo Mundial de la Educación y luego con el premio APES de la Asociación de Periodistas de Espectáculos.[cita requerida]
En el año 2006 fue designado presidente del comité científico de la Conferencia mundial dedicada al tema de Fuerzas Armadas y Sociedad de la International Political Science Association, IPSA.[cita requerida]

## Publicaciones
Ricardo Israel ha publicado, entre otros, los siguientes libros:[cita requerida]
- Un Mundo Cercano: El Impacto Político y Económico de las Nuevas Tecnologías, Santiago, 189 pp., 1984.
- Politics and Ideology in Allende's Chile, (Recipient of the Arizona State University Centennial Award for book-length manuscript on Latin America), Tempe, 306 pp. , 1989.
- Como Entender el Fin de Siglo, Halbo Ediciones, Santiago de Chile, 153 pp. 1991.
- Después de la Guerra Fría, Ediciones Cerro Huelén, Santiago, 150 pp. 1992.
- (Manual de) Ciencia Política, con María E. Morales, Editorial Universitaria, Santiago, 269 pp. , 1995.
- Itzjak Rabin, el Guerrero de la Paz, Editorial EDB S.A., Santiago, 1996.
- Educación, Ciencia y Tecnología, Reflexiones de fin de Milenio , Editorial LOM , Santiago, 139 pp. 1998.
- Recordando al Cardenal (ed),( Prólogo del Presidente Eduardo Frei), Pehuén Editores, Santiago, 1999.
- Chile del Bicentenario: Desafíos Futuros (ed), (Prólogo del Presidente Ricardo Lagos), Editorial Don Bosco, Santiago, 2000.
- Chile 1970- 1973: La Democracia que se Perdió entre Todos, Editorial Marenostrum, España, 2006.
- Procesos Políticos Comparados en los Municipios de Argentina y Chile, coeditado con Daniel Cravacuore, Universidad de Quilmes, Buenos Aires, 2007.
- Armed Forces and Society: New Challenges and Environments, President of the Publishing Committee, CESIM, 571pp., 2009.
- Acción Interdisciplinaria y Reconstrucción Nacional", Ril Editores-Universidad Autónoma de Chile, con Robert Morrison y Víctor Yàñez (eds), Santiago, 2011.
- El Libro de las Verdades, Ril Editores, Santiago, 2011.
- Reflexiones sobre la Sociedad Chilena", Ril Editores-Universidad Autónoma de Chile, con Marcelo Villagrán (coeditor), Santiago, 2012.
- Para un Chile más Justo (Ideas para fortalecer las Regiones y las Comunas)", Ril Editores-Universidad Autónoma de Chile, con Marcelo Villagrán (coeditor), Santiago, 2013.

Además, tiene múltiples publicaciones en varios idiomas, derivadas de su extensa investigación docente.

## Historial electoral

### Elecciones municipales de 2008
- Elecciones municipales de 2008, para la alcaldía de Santiago [10]

| Candidato                  | Pacto                    | Partido  | Votos  | %     | Resultado |
| -------------------------- | ------------------------ | -------- | ------ | ----- | --------- |
| Pablo Zalaquett Said       | Alianza                  | UDI      | 47 807 | 47,33 | Alcalde   |
| Jaime Ravinet de la Fuente | Concertación Democrática | PDC      | 36 282 | 35,92 |           |
| Ricardo Israel Zipper      | Por un Chile Limpio      | Ind. PRI | 9762   | 9,66  |           |
| Manuel Hernández Vidal     | Juntos Podemos Más       | PCCh     | 7154   | 7,08  |           |

### Elecciones presidenciales de 2013
- Elecciones presidenciales de 2013, para la Presidencia de la República, primera vuelta.

|  | 46,67 % |

|  | 25,01 % |

|  | 10,98 % |

|  | 10,11 % |

|  | 2,81 % |

|  | 2,35 % |

|  | 1,27 % |

|  | 0,57 % |

|  | 0,19 % |

Considera 41 321 mesas escrutadas (99,93%) de un total nacional de 41 349 (SERVEL).